# Sistema de sondagem laser aerotransportado

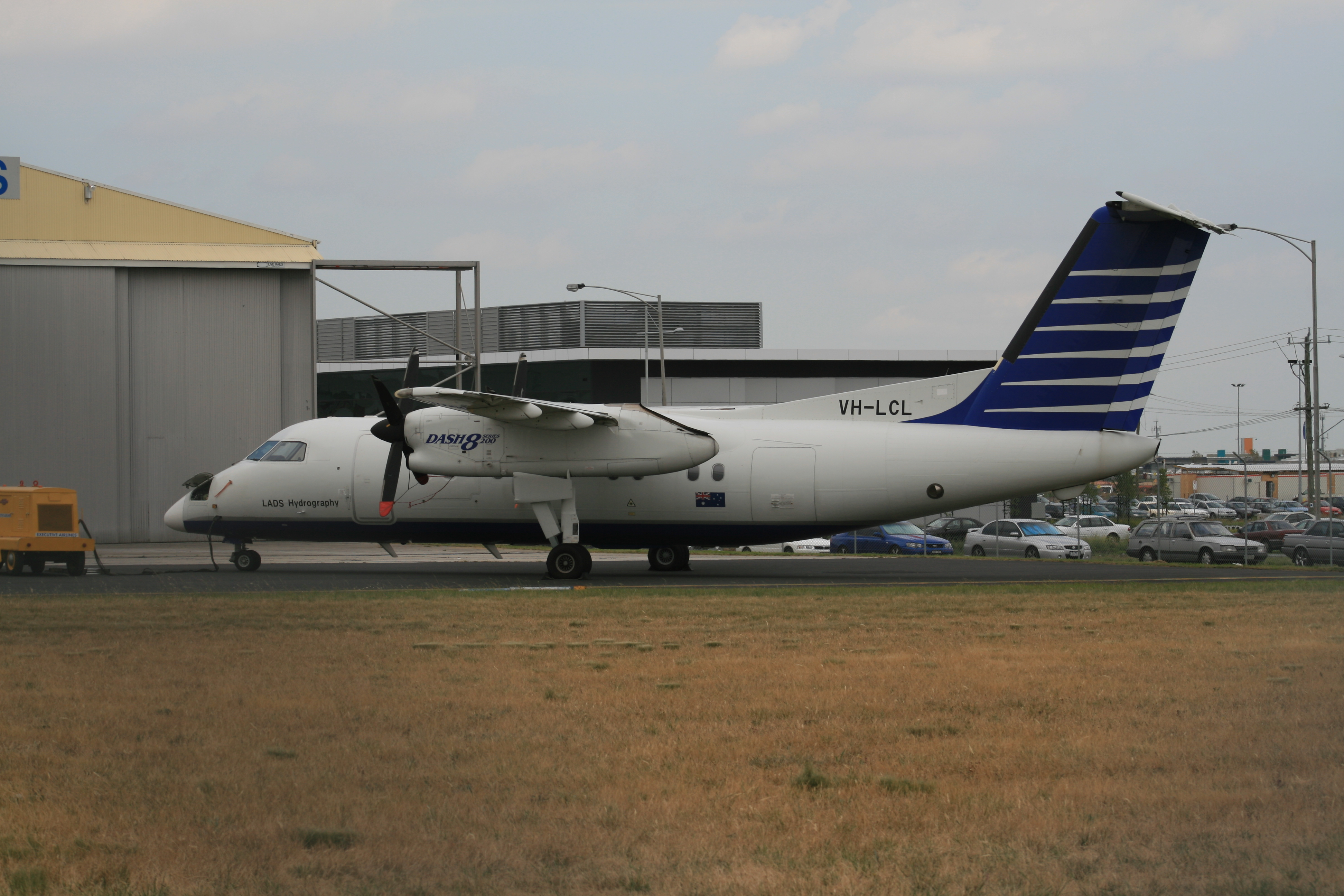
Uma aeronave de Havilland Dash 8 VH-LCL no Aeroporto de Essendon em 2007. Esse veículo é equipado com o sistema de sondas laser e é usado pelas forças militares australianas para pesquisas hidrográficas.

Sistema de sondagem laser aerotransportado (em inglês: Laser airborne depth sounder - LADS) é um sistema aerotransportado de levantamento hidrográfico e topográfico usado pelo Serviço Hidrográfico Australiano . O sistema usa a diferença entre a superfície e o solo oceânicos pelos cálculos de altitude da aeronave para gerar dados hidrográficos e topográficos.